# 札鶴ベニヤ
札鶴ベニヤ株式会社（さっつるベニヤ）は、北海道斜里郡清里町札弦町に本社を置く、日本の木材加工企業。

## 概要
1948年設立以来、国産材合板の国内トップシェアを誇り、現在では、本社工場のほかに白糠郡白糠町に白糠工場と恋問工場を所有。営業所は札幌、仙台、東京、名古屋、大阪、福岡に置いている。2007年8月29日に本社工場が火事を起こし、工場は再建を余儀なくされた。

## 事業所
- 本社（北海道斜里郡清里町）
- 札幌営業所（北海道札幌市）
- 東京営業所（埼玉県戸田市）
- 名古屋営業所（愛知県名古屋市）
- 大阪営業所（大阪府大阪市）
- 福岡営業所（福岡県那珂川市）

## 工場
- 本社工場（本社内）
- 白糠工場（北海道白糠郡白糠町）
- 恋問工場（北海道白糠郡白糠町）

## 関連会社
- 清里林産工業株式会社（北海道斜里郡清里町）